# 日本アーティスティックスイミングチャレンジカップ
日本アーティスティックスイミングチャレンジカップは、日本水泳連盟が主催するアーティスティックスイミングの全国大会である。

## 概要
1998年にかながわ・ゆめ国体のリハーサル大会として横浜国際プールで開かれた。以来、毎年7月末頃に東京辰巳国際水泳場など関東あるいはその近辺の会場にて開催されている。
1989年～1993年は、シンクロ・シニアトライアル。1994年からは、シンクロ・チャレンジカップ、2018年から現大会名になっている。
競技はソロ・デュエット・チームで行われ、フリールーティーン予選。フィギュア、フリールーティーン決勝の3種目で競う。2014年からハイライトルーティンが、2016年から男子ソロが開催されている。
出場資格は中学生以上だが、日本選手権等の優勝経験者は出場できない。
日本選手権出場資格はこのチャレンジカップ出場者にのみ与えられる。

## 歴代優勝
女子
| 年   | 開催地 | ソロ       | デュエット               | チーム               | ハイライトルーティン |
| ---- | ------ | ---------- | ------------------------ | -------------------- | -------------------- |
| 1998 |        | 神保れい   | 江上綾乃 米田容子        | 東京シンクロクラブＡ |                      |
| 1999 |        | 宮崎暁子   | 藤丸真世 川嶋奈緒子      | アクラブ調布Ａ       |                      |
| 2000 |        | 藤丸真世   | 鉾田智江 小村恵里佳      | 井村シンクロクラブＡ |                      |
| 2001 |        | 巽樹里     | 渡辺千晶 北尾佳奈子      | 井村シンクロクラブＡ |                      |
| 2002 |        | 小村恵里佳 | 松村亜矢子 石黒由美子    | ザ・クラブピア・88   |                      |
| 2003 |        | 川嶋奈緒子 | 橘雅子 小林寛美          | 浜寺水練学校Ａ       |                      |
| 2004 |        | 橘雅子     | 小西貴子 市川智紗        | 井村シンクロクラブＡ |                      |
| 2005 |        | 北尾佳奈子 | 木村真野 木村紗野        | ザ・クラブピア・88   |                      |
| 2006 |        | 木村紗野   | 飯塚智子 飯塚叔子        | 井村シンクロクラブＡ |                      |
| 2007 | 東京   | 木村真野   | 乾友紀子 中村麻衣        | 東京シンクロクラブA  |                      |
| 2008 | 東京   | 足立夢実   | 荒井美帆 酒井麻里子      | 井村シンクロクラブA  |                      |
| 2009 | 横浜   | 杉山美紗   | 糸山真与 萩原奈津子      | AsiaAge16-18         |                      |
| 2010 |        | 大西春菜   | 川合結万 松本千尋        | 井村シンクロクラブＡ |                      |
| 2011 |        | 計盛光     | 丸茂圭衣 市川有紗        | 井村シンクロクラブＡ |                      |
| 2012 |        | 荒井美帆   | 計盛光 田村桃夏 加島知葉 | ジュニアナショナル   |                      |
| 2013 |        | 丸茂圭以   | 北浜美波 小俣夏乃        | 井村シンクロクラブ   |                      |
| 2014 |        | 加島知葉   | 林愛子 加島知葉          | 井村シンクロクラブＡ | アクラブ調布         |
| 2015 |        | 糸山真与   | 河野みなみ 大澤友里子    | アクラブ調布Ａ       | ナショナルチーム     |
| 2016 |        | 阿久津咲子 | 田崎明日花 山嵜舞子      | アクラブ調布Ａ       | 井村シンクロクラブＡ |
| 2017 |        | 安永真白   | 京極翁 公門なつの        | 東京シンクロクラブA  | 井村シンクロクラブA  |

男子
| 年   | 開催地 | ソロ     |
| ---- | ------ | -------- |
| 2016 |        | 安部篤史 |
| 2017 |        |          |